# فرودگاه هلیکوپتر کاکورتوک
فرودگاه هلیکوپتر کاکورتوک (به انگلیسی: Qaqortoq Heliport) یک فرودگاه همگانی با کد یاتا JJU است. این فرودگاه در شهر ققرتاق کشور گرینلند قرار دارد.